# Palicourea kanehirae
Palicourea kanehirae är en måreväxtart som beskrevs av Paul Carpenter Standley. Palicourea kanehirae ingår i släktet Palicourea och familjen måreväxter. Inga underarter finns listade i Catalogue of Life.